# Loi de nationalité indienne
Lire en ligne

https://www.indiacode.nic.in/bitstream/123456789/1522/1/a1955-57.pdf

La loi de nationalité (« The Citizenship Act, 1955 »), votée en Inde le 30 décembre 1955, définit la nationalité indienne. Promulguée dans le contexte des premières années ayant suivi l'indépendance de l'Inde mais aussi la séparation d'avec le Pakistan et le Pakistan oriental, elle tente de définir précisément les critères d'attribution de la nationalité. Par la suite, plusieurs amendements la modifient, dont un très contesté en 2019.

## Contenu

### Acquisition de la citoyenneté indienne

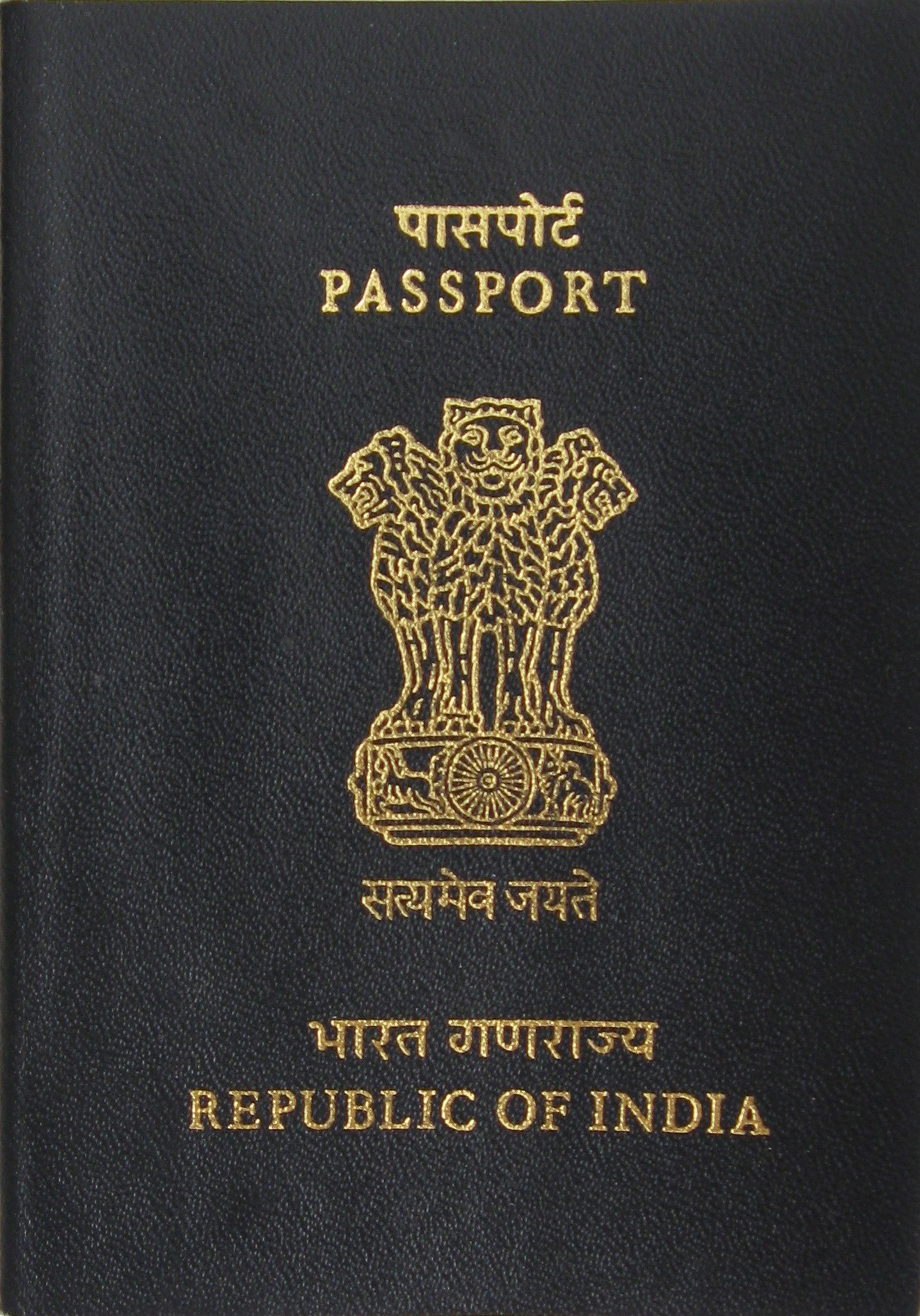
Photographie d'un passeport noté « hi » et « en ».

La Constitution accorde la nationalité indienne à quiconque satisfait une des trois conditions de naissance, d'ascendance ou de résidence, détaillées plus loin, ou bien s'étant enregistré ou ayant immigré en Inde avant le 19 juillet 1949.
En ce qui concerne la naissance, elle est automatiquement attribuée à toute personne née en Inde entre le 26 janvier 1950 et le 1er juillet 1987. Il s'agit d'un droit du sol, la nationalité étant accordée même dans le cas de deux parents de nationalité non-indienne. Toutefois, deux exceptions sont prévues, dans le cas d'un père diplomate en mission au moment de la naissance, d'une part, et d'autre part dans le cas où le père est originaire d'un pays ennemi et que la naissance survient en territoire occupé par ledit ennemi. La loi ne mentionne pas la mère. Par contre, elle prévoit le cas où la naissance intervient à bord d'un bateau ou avion immatriculé en Inde ou bien appartenant à son gouvernement, quelle que soit sa localisation géographique lors de la naissance. Une modification à cette loi stipule que toute personne née en Inde entre le 1er juillet 1987 et le 3 décembre 2004 n'acquiert automatiquement la nationalité indienne que seulement si l'un des parents est déjà de nationalité indienne. En 2004, les conditions se durcissent : toute personne née en Inde depuis le 3 décembre 2004 n'acquiert automatiquement la nationalité indienne que seulement si les deux parents sont de nationalité indienne et qu'au moins l'un d'entre eux n'est pas un immigrant illégal,. 
Un droit du sang permet également de définir la nationalité indienne : toute personne née hors d'Inde après l'adoption de la Constitution le 26 janvier 1950, mais d'un père lui-même indien lors de sa propre naissance, est considérée comme indienne. Cette automaticité ne prévaut pas si le père n'est indien que par ce droit du sang ; dans ce dernier cas, l'acquisition de la nationalité n'intervient que si la naissance est enregistrée avant le premier anniversaire du bébé, ou si le père travaille pour le gouvernement de l'Inde ou de l'un de ses États fédérés. La transmission de la nationalité par la mère n'a volontairement pas été prise en compte pour éviter les doubles nationalités.
Par ailleurs, par mariage ou adoption, l'acquisition de la nationalité indienne est possible. Toutefois, la femme étrangère d'un Indien ne peut acquérir la nationalité indienne que par renoncement à sa nationalité d'origine, ainsi qu'en ayant résidé en Inde au moins un an avant la demande ; et, de son côté, le mari étranger d'une femme indienne ne peut devenir Indien que par naturalisation, c'est-à-dire au bout d'un processus de cinq années minimum.
La loi prévoit également la possibilité d'un rattachement de territoire à l'Inde, et postule que, dans ce cas, le gouvernement d'alors est en droit de désigner par arrêté les personnes qui acquièrent, du fait de leur lien au territoire annexé, la nationalité indienne.

## Devenir
Cinq amendements modifient la loi de citoyenneté au cours des décennies suivantes : ceux de 1986 portant sur l'Assam, 1992, 2003 (en), 2005 et 2019.
Ce dernier amendement, voté et promulgué sous le deuxième gouvernement de Narendra Modi, est très critiqué avant et après son adoption ; en effet, il permet aux réfugiés hindous, chrétiens, sikhs, bouddhistes, jaïnistes et parsis ayant été victimes de persécutions au Pakistan, au Bangladesh et en Afghanistan avant décembre 2014, de demander plus facilement la nationalité indienne ; mais la loi exclut implicitement les musulmans.